# Taximastinocerus plaumanni
Taximastinocerus plaumanni är en skalbaggsart som beskrevs av Wittmer 1963. Taximastinocerus plaumanni ingår i släktet Taximastinocerus och familjen Phengodidae. Inga underarter finns listade i Catalogue of Life.